# Palazzo Medici Riccardi
Palazzo Medici Riccardi è un edificio storico del centro di Firenze, situato  in via Cavour 3. Già primo palazzo posseduto dai Medici a Firenze, dove abitarono personaggi come Cosimo il Vecchio e Lorenzo il Magnifico, fu ceduto alla famiglia Riccardi nel 1659, che lo ingrandì e abitò per circa 150 anni. Dopo varie vicissitudini è divenuto sede della Prefettura e del Consiglio metropolitano.

## Storia

### Palazzo di Cosimo il Vecchio

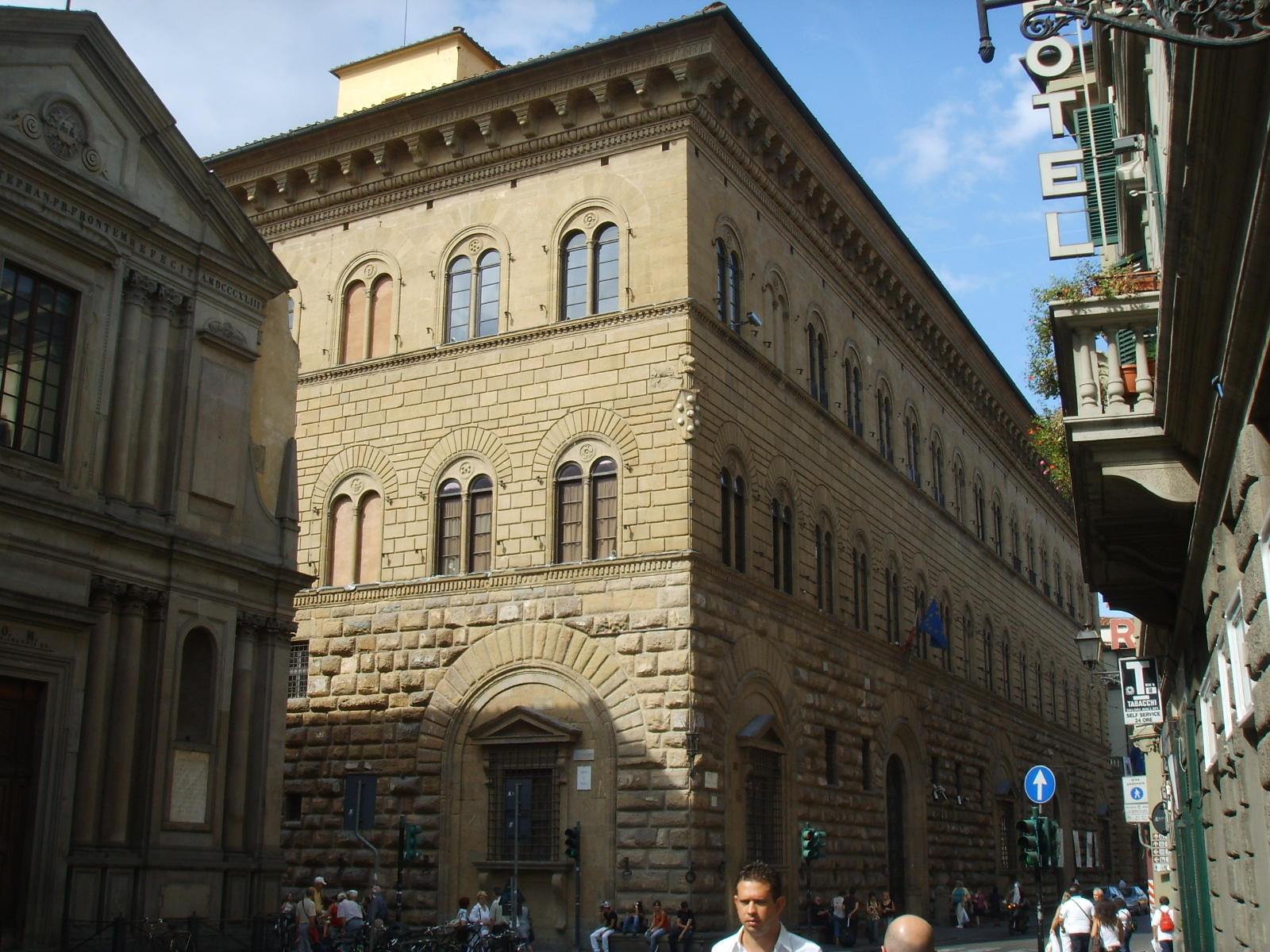
Palazzo Medici Riccardi

Il palazzo è un'opera del Michelozzo, commissionata dal patriarca delle fortune dei Medici, Cosimo il Vecchio. In un primo momento Cosimo aveva chiesto un progetto a Brunelleschi, ma, essendo un fine uomo politico, lo scartò per la sua troppa magnificenza che avrebbe senz'altro scatenato le invidie dei concittadini (riporta il Vasari che il progetto era troppo suntuoso e magnifico, anche se le affermazioni del Vasari non hanno trovato altri riscontri sull'effettiva esistenza del progetto di Brunelleschi). I suoi scrupoli d'altronde non erano infondati, dato che appena dieci anni prima, a causa dell'accusa di tirannia da parte dei suoi avversari politici, aveva subito la carcerazione in Palazzo Vecchio e l'esilio in Veneto, dal quale però era stato richiamato a Firenze con tanto di soddisfazione per l'acclamazione popolare.
Incaricò così Michelozzo, un architetto altrettanto valido ma più discreto, il quale realizzò un palazzo cubico dall'aspetto esterno imponente, ma sobrio ed austero (1444-1452 o 1460), intorno ad un cortile centrale quadrato con colonne corinzie, ispirandosi in parte al recupero di elementi classici operato da Leon Battista Alberti nella quasi contemporanea realizzazione di Palazzo Rucellai. Fu però proprio il Palazzo Medici a fissare uno dei modelli dell'architettura civile del Rinascimento a Firenze e non solo. Un esempio di derivazione è Palazzo Strozzi.

### L'epocaaureadi Lorenzo il Magnifico

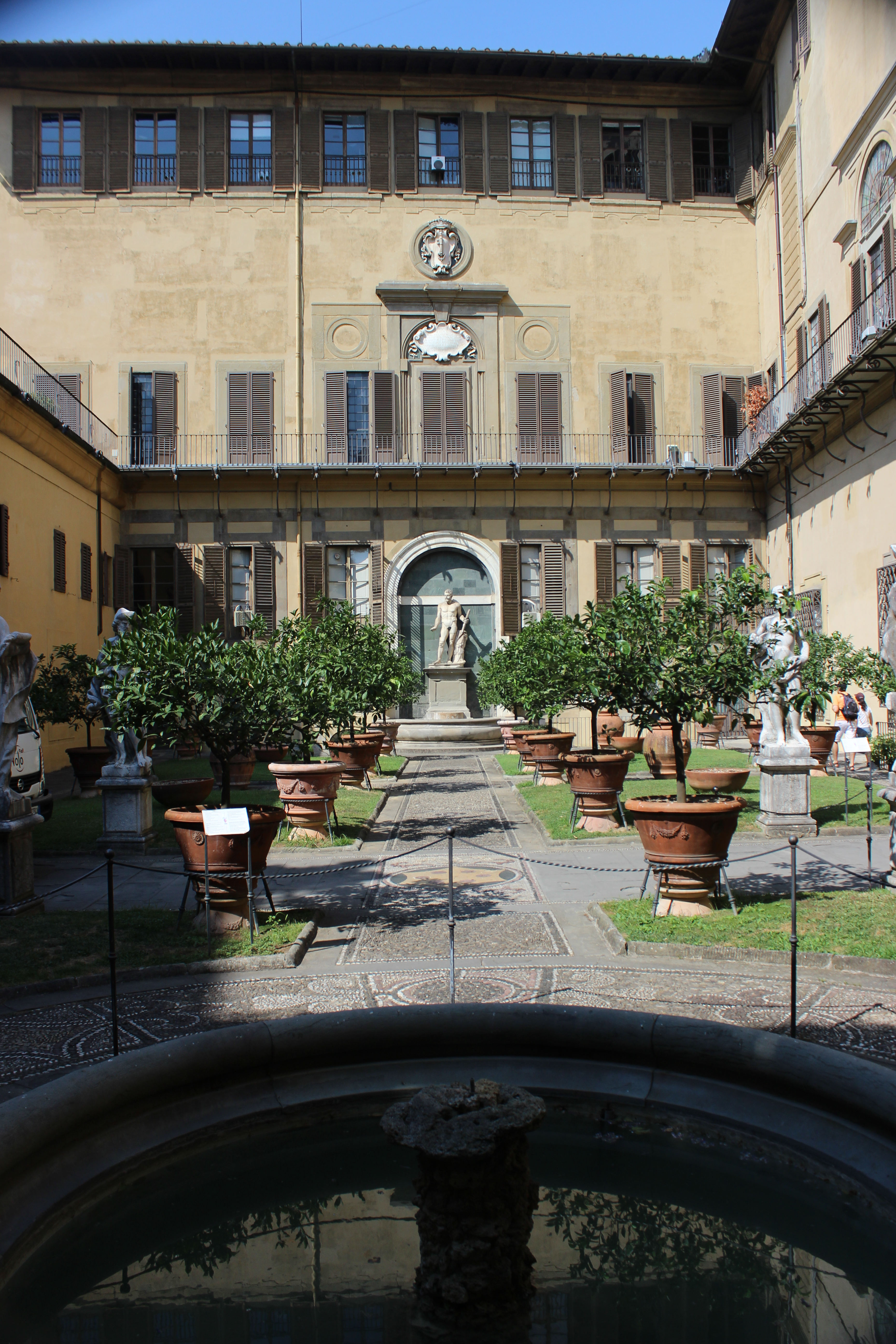
Il giardino del palazzo

Sul finire del Quattrocento le grandiose raccolte artistiche medicee erano conservate nel palazzo, come il David di Donatello, che era esposto nel cortile, o come i tre dipinti di Paolo Uccello della Battaglia di San Romano, che adornavano la camera da letto del Magnifico, senza trascurare le opere di Botticelli, Verrocchio, il Pollaiolo, Domenico Ghirlandaio, le collezioni di gemme, cammei e vasi in pietre dure ed in cristallo di rocca, ecc. 

Nel grande parco sul lato nord del Palazzo, il cosiddetto Orto di San Marco, comprato dalla moglie di Lorenzo, Clarice Orsini, furono collocate le sculture classiche comprate in larga parte a Roma, e sotto la direzione dello scultore Bertoldo, fu creata l'antesignana di quella che era una vera e propria Accademia di Belle Arti per la prima volta in Europa, dove i giovani artisti potevano copiare e studiare i modelli classici e apprendere le tecniche artistiche. Il più importante di questi fu Michelangelo Buonarroti.
Spesso i giovani artisti venivano anche ospitati nel palazzo da Lorenzo, come successe per esempio a Michelangelo che visse l'adolescenza a palazzo. Inoltre grande spessore culturale era dato dalla frequente presenza del circolo neoplatonico degli umanisti fiorentini, fra i quali il filosofo Pico della Mirandola e il poeta Agnolo Poliziano. Si venne così a creare nel palazzo un ambiente di ampio respiro culturale, che favorì lo sviluppo del pensiero e dell'arte del Rinascimento.

### Cinquecento

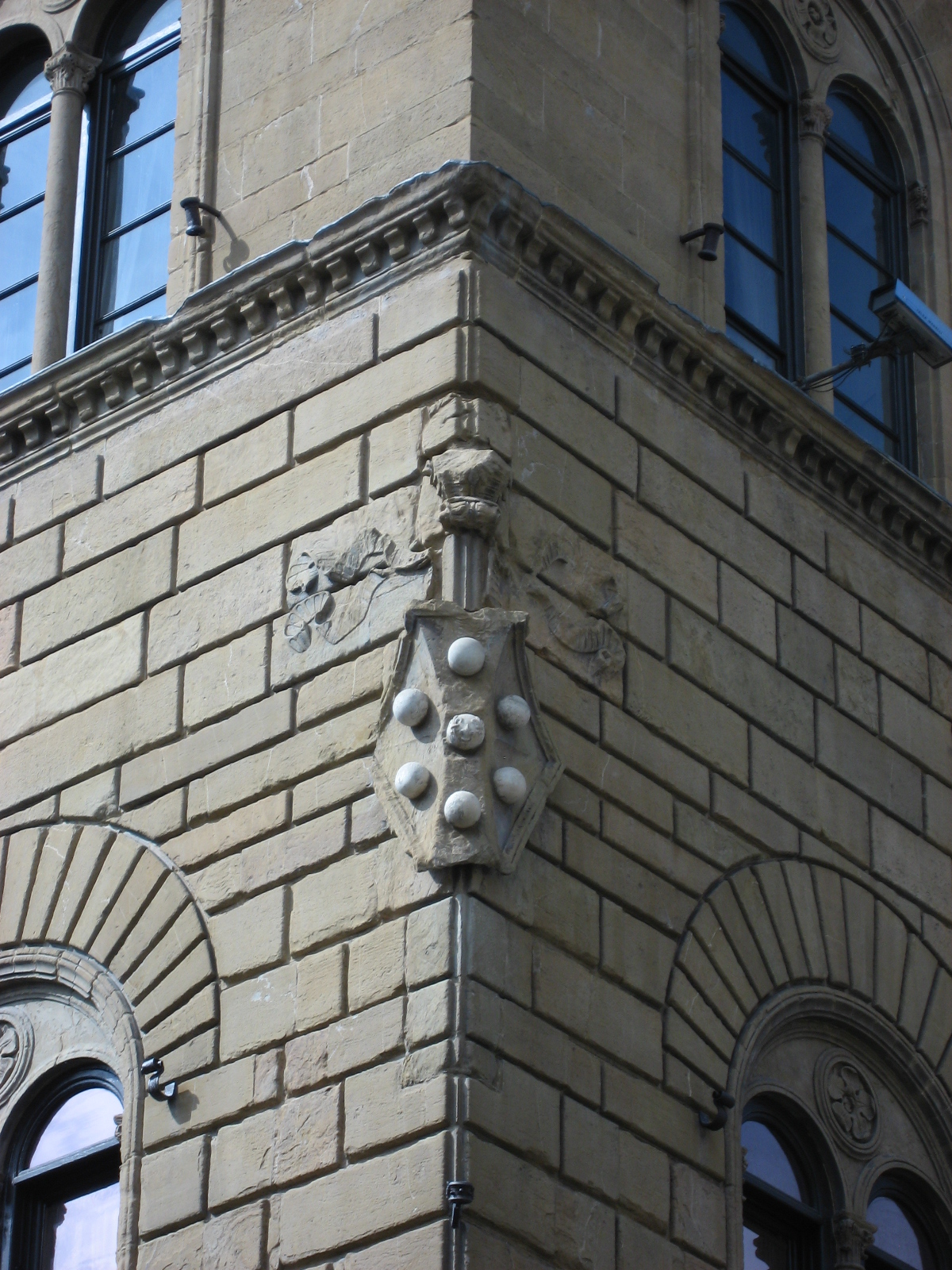
Stemma dei Medici

Con la morte di Lorenzo nel 1492 si concluse un'epoca per tutta la città. I fiorentini, aizzati dalle prediche del Savonarola, che tuonava contro i costumi lascivi, ostentatamente sfarzosi e neopagani della città, furono istigati alla sommossa e saccheggiarono il palazzo nel 1494, confiscando in nome della Repubblica fiorentina il tesoro mediceo, fatto di ori, gioielli ed inestimabili opere d'arte. 

L'occasione era nata dal vile comportamento del figlio di Lorenzo, Piero, in occasione del passaggio dell'esercito del Re francese Carlo VIII, al quale aveva spalancato le porte dei territori fiorentini e, secondo i cronisti più ostili ai Medici, aveva addirittura baciato le pantofole in segno di sottomissione. 

È a seguito della cosiddetta seconda cacciata dei Medici (dopo il primo ostracismo di Cosimo il Vecchio) che la scultura bronzea della Giuditta e Oloferne di Donatello, fino allora ornamento di una fontana del giardino del palazzo, fu ricollocata in Piazza della Signoria, a simboleggiare la sconfitta della tirannia da parte del popolo. 
Analoga sorte toccò al David, sempre di Donatello, che finì a Palazzo Vecchio (oggi conservato presso il museo del Bargello).
Una sorte peggiore toccò ad altri beni che furono messi all'incanto in Orsanmichele; comunque in larga parte il tesoro rimase fortunatamente a Firenze e fu per lo più ricomposto dai successori della casata.

Tre anni dopo infatti, grazie all'aiuto delle truppe spagnole, rientravano a Firenze il Cardinale Giovanni (poi papa Leone X), anch'egli figlio di Lorenzo il Magnifico, e il Cardinale Giulio (poi papa Clemente VII), figlio del fratello di Lorenzo, quel Giuliano assassinato durante la Congiura dei Pazzi.
Fra i rinnovamenti al palazzo di questo periodo si contano le grandi finestre al pian terreno, quando fu eliminata l'originaria loggia a ridosso della strada, guadagnando sia in spazio che in sicurezza della dimora. Dotate di timpano triangolare e di un ripiano d'appoggio posto su mensole molto accentuate, per cui, a causa della loro forma sono chiamate inginocchiate e sono attribuite a Michelangelo (1517) e rappresentano il prototipo per tantissime altre realizzazioni. Nel cortile fu posta la scultura dell'Orfeo di Baccio Bandinelli che vi si ammira ancora oggi.
La notizia del sacco di Roma, che aveva messo in difficoltà la figura allora predominante dei Medici, Papa Clemente VII (Giulio de' Medici) portò all'ultima cacciata della casata dalla città e ad un nuovo saccheggio del palazzo (1527). Seguì la ripresa della città con il famoso Assedio di Firenze del 1530, al termine del quale gli ultimi discendenti del ramo principale della famiglia fecero ritorno nel palazzo. Ma l'assassinio incrociato del duca Alessandro de' Medici e del cugino Lorenzino (detto Lorenzaccio), portarono al potere un ramo fino ad allora secondario della famiglia quello dei cosiddetti popolani, con la salita al titolo Ducale di Cosimo I, il quale si trasferì con la moglie Eleonora di Toledo a Palazzo Vecchio (1540), abbandonando il Palazzo Medici di Via Larga, ormai privo di qualsiasi funzione di rappresentanza, a discendenti cadetti della famiglia.

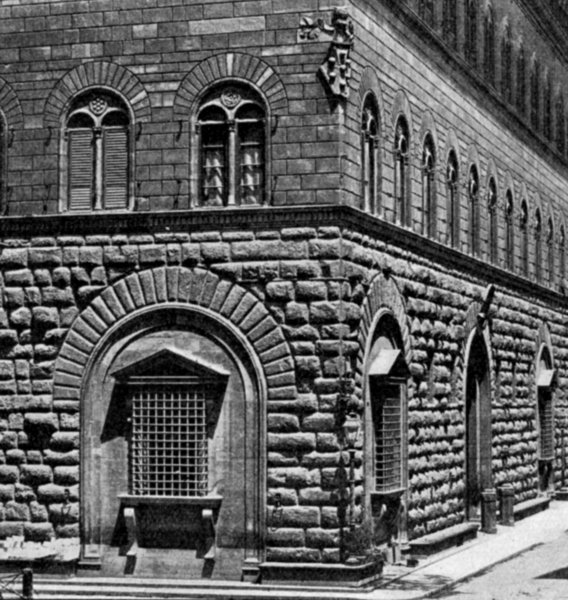
Le finestre inginocchiate di Michelangelo
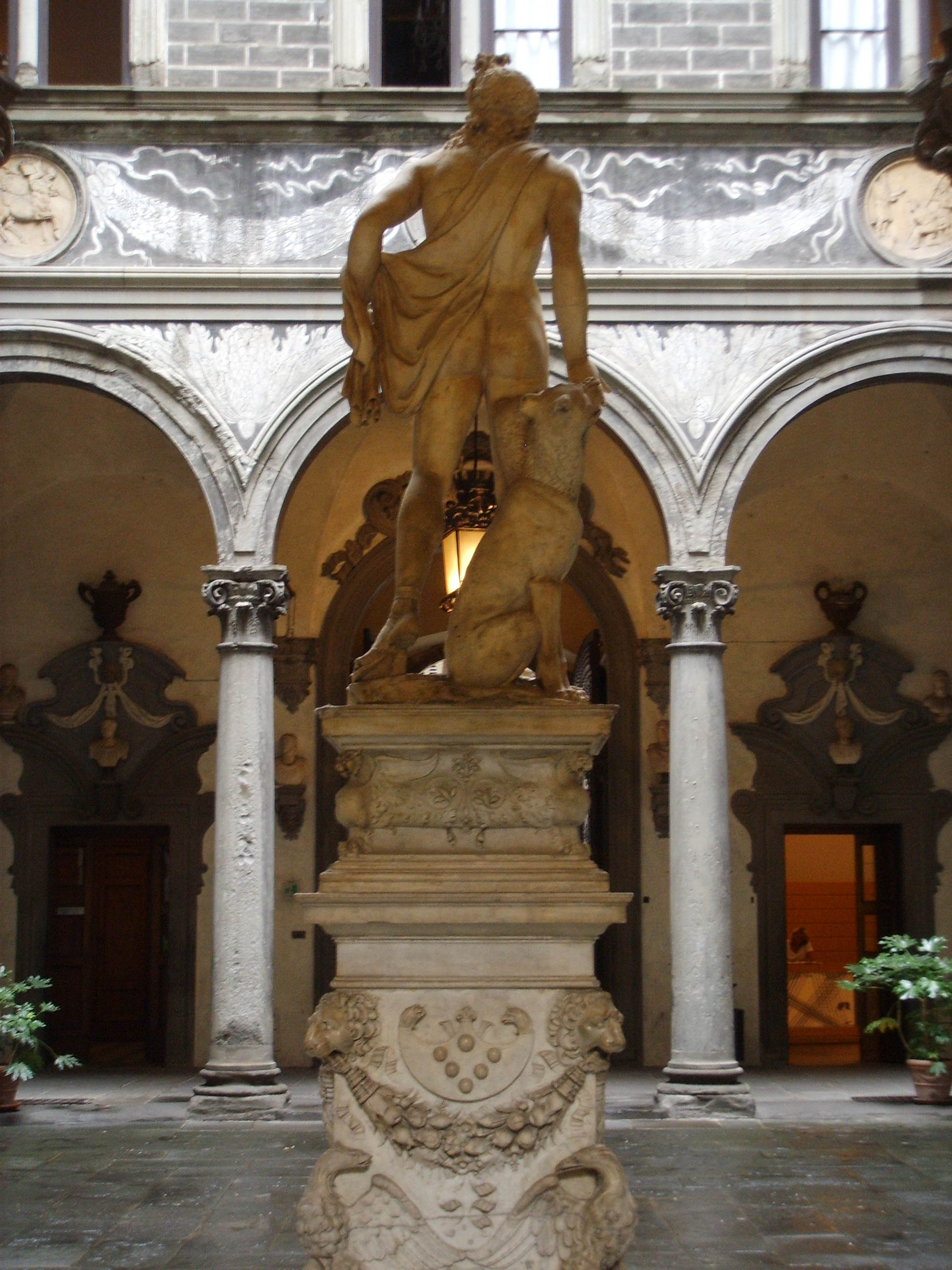
Il cortile con la statua di Baccio Bandinelli, veduta dal retro
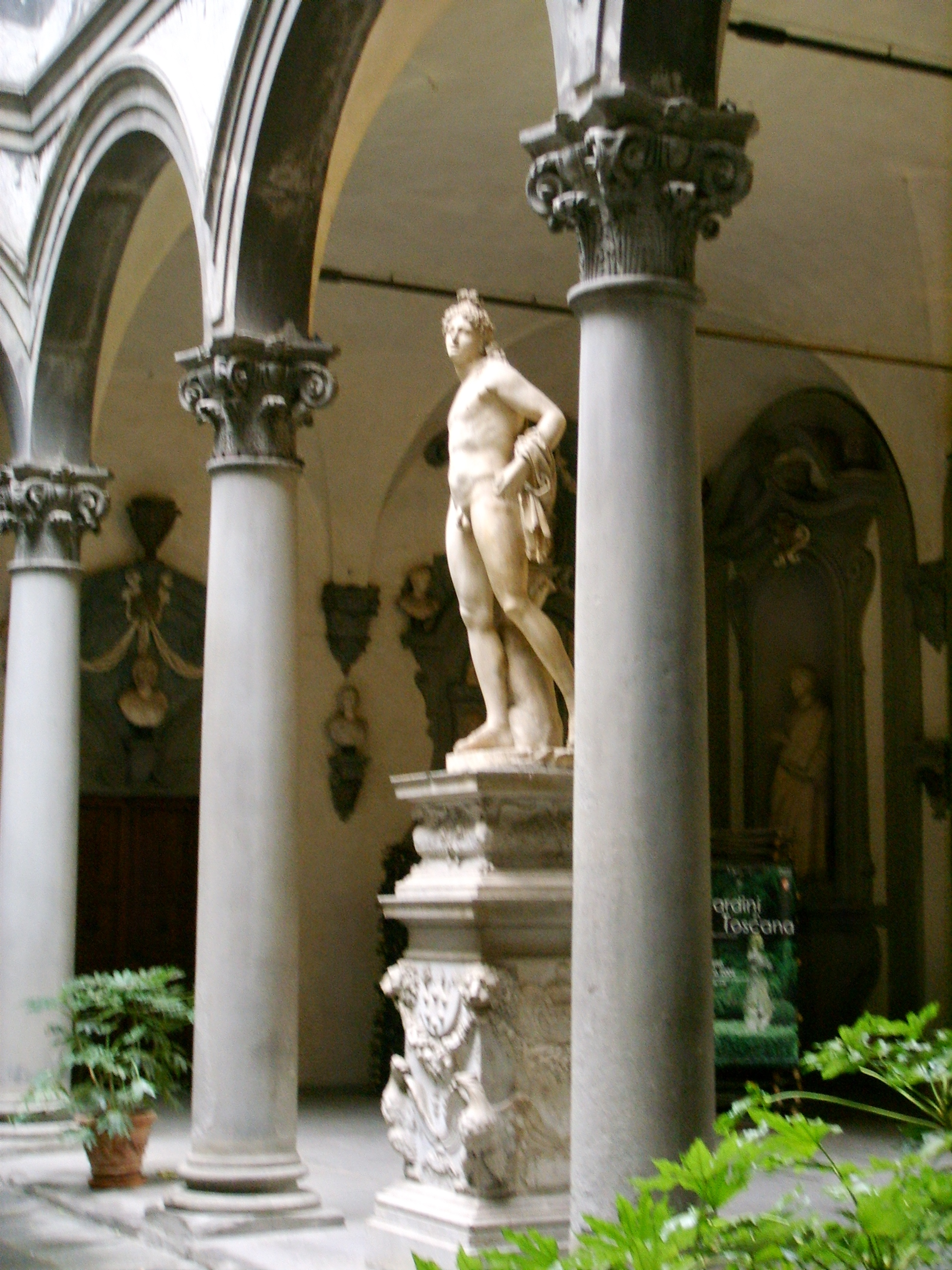
Il cortile con la statua di Baccio Bandinelli, veduta laterale

### I Riccardi

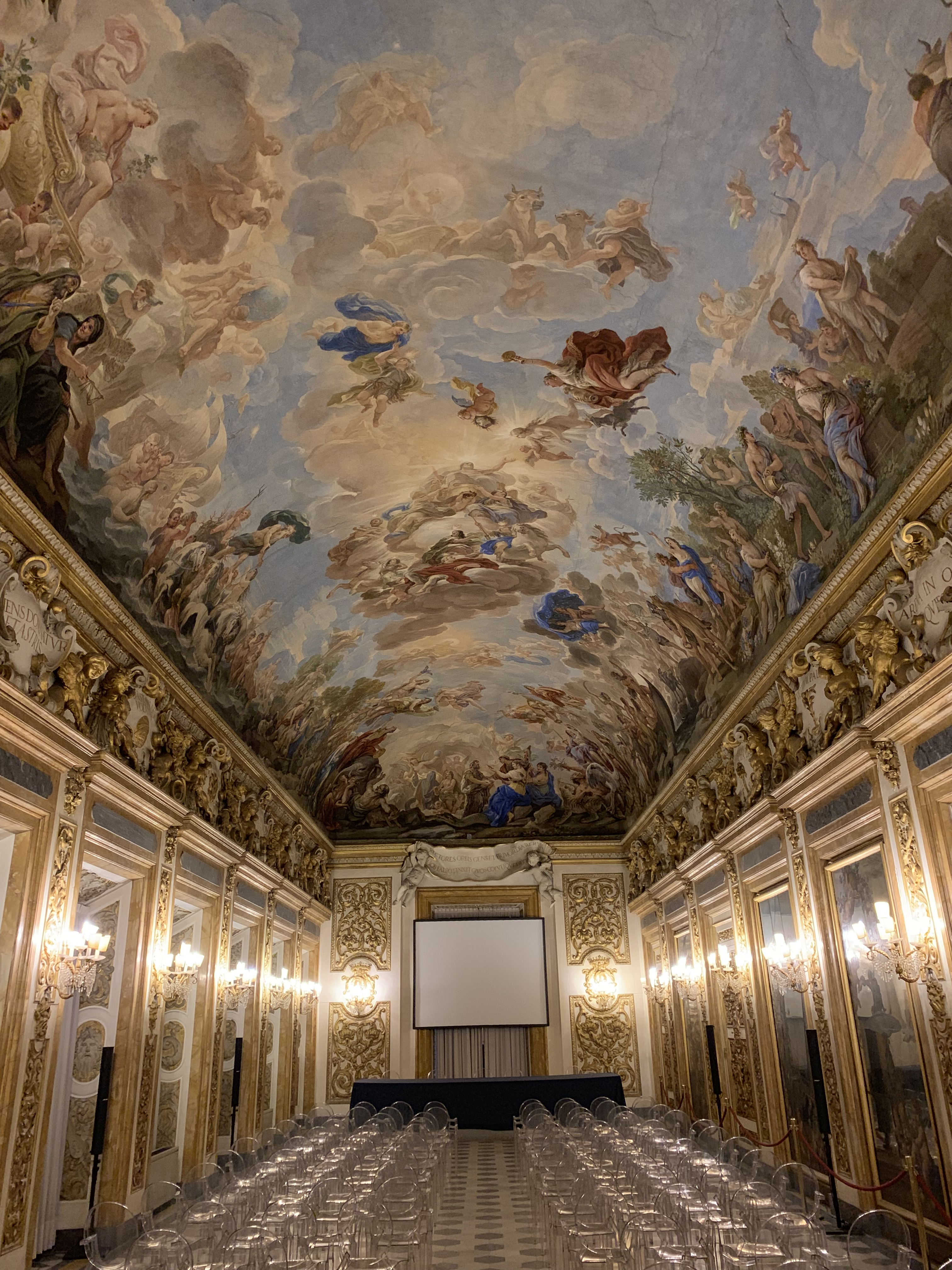
La Galleria di Luca Giordano al primo piano

Dopo vari passaggi di proprietà all'interno dei componenti della famiglia dei Medici, a metà del Seicento il Palazzo tornò al granduca Ferdinando II, il quale ormai residente nello sfarzoso Palazzo Pitti, decise di vendere il desueto e vetusto palazzo di famiglia ad una ricca famiglia di banchieri, i Riccardi, i quali avevano reso importanti servizi politici al Granduca e, per questo, erano stati da lui fregiati del titolo di marchesi. Il fedele Marchese Gabriello Riccardi acquistò così per la somma di quarantamila scudi il palazzo che da allora cambiò nome (1659).
Nel 1669 avvenne la prima assoluta di Il ritorno di Ulisse di Jacopo Melani e nel 1670 di Enea in Italia di Melani.
Fino a tutto il Settecento, i Riccardi compirono numerose trasformazioni, conservando però esternamente la morfologia e lo stile quattrocenteschi, come forma di rispetto verso il progetto di Michelozzo, nonché verso gli autorevoli ex proprietari. Il palazzo fu raddoppiato in dimensione, perdendo l'originaria forma cubica e, sulla nuova facciata di Via Larga, fu mantenuto lo stile della parte antica.
Partendo dal pian terreno, si entra nel loggiato che venne decorato dall'Andreozzi, con putti in stucco, un materiale che in questi anni a Firenze era molto in voga e che caratterizzò il Barocco fiorentino.
La Galleria al primo piano fu realizzata nel 1685, la quale, pur nelle dimensioni non eccezionali, è uno dei risultati più significativi ed attraenti del Barocco fiorentino. Decorata da stucchi dorati e da specchiere dipinte e provvista di ampie e luminose finestre al lato sud, è famosa soprattutto per la grande volta dipinta, eseguita da Luca Giordano. Il pittore napoletano, soprannominato Luca fa presto per la sua rapidità di esecuzione si trovava in città per gli affreschi della Cappella Corsini in Santa Maria del Carmine e ricevette presto la nuova commissione.
Nella volta della galleria è rappresentata l'Apoteosi della famiglia Medici, protettori e benefattori dei Riccardi. Lo spettatore, in questo caso, è colpito dai giochi di prospettiva e dalle raffinate sfumature di luminosità, coerenti con il punto di vista e con la luce della galleria in pieno giorno, che danno straordinari effetti illusionistici.
Nella Galleria terrena dello stesso palazzo sono visibili dei racemi che vennero ripresi dalle volte del Cortona in Palazzo Pitti nella Sala dei Pianeti e del Volterrano per la Camera di Violante della Rovere; in questi racemi Foggini inserì conchiglie e fogliami, che poi si ritroveranno nella Biblioteca attigua, nel Camerino di Violante a Pitti e nella Cappella Feroni nella basilica della Santissima Annunziata.
Fu inoltre creata la Biblioteca Riccardiana, come sede delle preziose raccolte librarie della famiglia nell'ala nuova, anche questa affrescata sul soffitto della sala principale da Luca Giordano. Furono inoltre riorganizzati gli ambienti interni, rialzando i soffitti e decorando le stanze. Fu creato lo scalone di rappresentanza (su progetto di Giovan Battista Foggini), che dal cortile originario michelozziano porta alla Cappella dei Magi (scantonata nell'occasione, pur di salvarla dalla demolizione) ed alle abitazioni private del primo piano.
Una parte della collezione di antichità dei Riccardi (statue, busti, rilievi e frammenti di iscrizioni in pietra), furono posti in estrose cornici barocche nel cortile. Nel giardino, addossata alla parete di fondo, si nota, incorniciata da un grande arco, una fontana costituita da una statua marmorea, che sovrasta una vasca semicircolare. A tale antica scultura acefala - forse Ercole - durante i lavori di rinnovamento del palazzo, venne innestata la testa del marchese Francesco Riccardi, lasciandone così ai posteri le sembianze immortalate in quelle assai più imponenti del famoso eroe della mitologia greca.
Molto interessante è la Stanza oggi chiamata del Prefetto (chiusa al pubblico), che fu l'ultima ad essere decorata a fine Settecento con vedute di capricci architettonici e affreschi a grottesche.
La famiglia dei Riccardi visse nel palazzo per circa due secoli, rinomata per essere una delle famiglie più ricche ed influenti della Firenze dell'epoca.
Una curiosità del palazzo è la piccola stanza segreta del XVII secolo, posta nel mezzanino fra il primo e secondo piano, non accessibile al pubblico, rimessa in luce solo nel corso della campagna per i rilievi metrici del palazzo realizzata nel 1988/1989 e interamente affrescata con elementi architettonici in trompe d'oeil. Si trova nella parte vecchia e fu creata sopra all'unico soffitto non rialzato delle sale di rappresentanza del primo piano e, per ragioni ignote, fu dimenticata per almeno 170 anni, da quando cioè il palazzo fu venduto dai Riccardi.

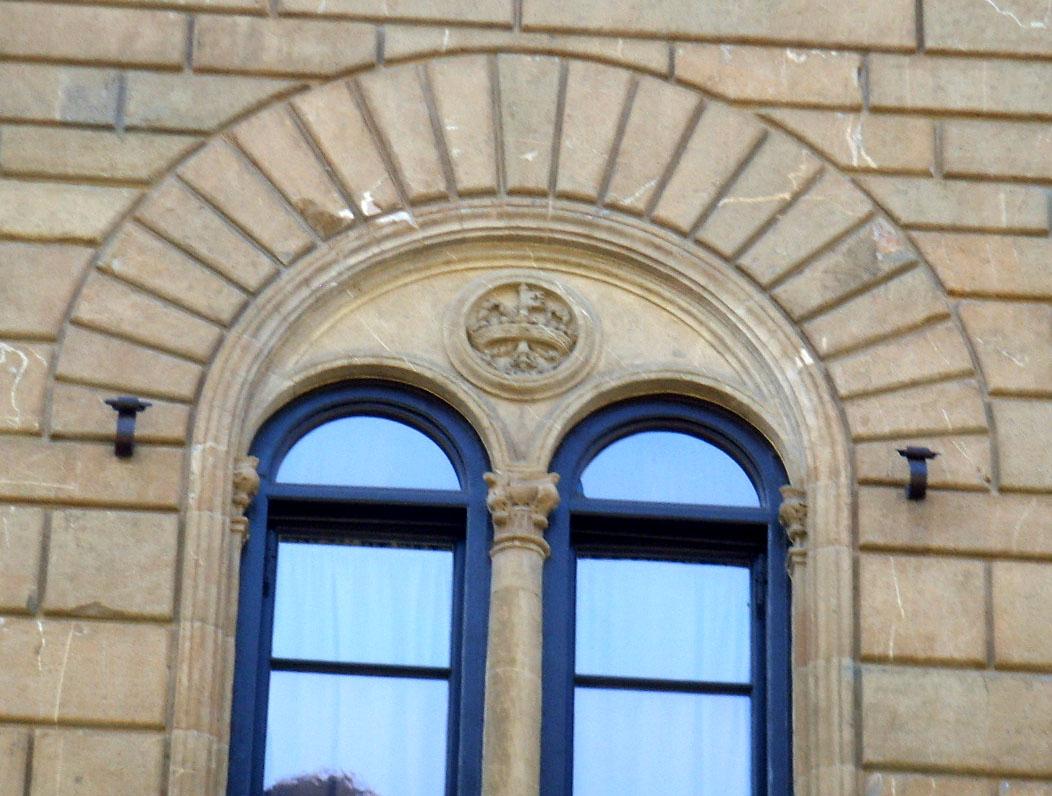
Stemma della famiglia Riccardi, nelle finestre dell'ala nuova
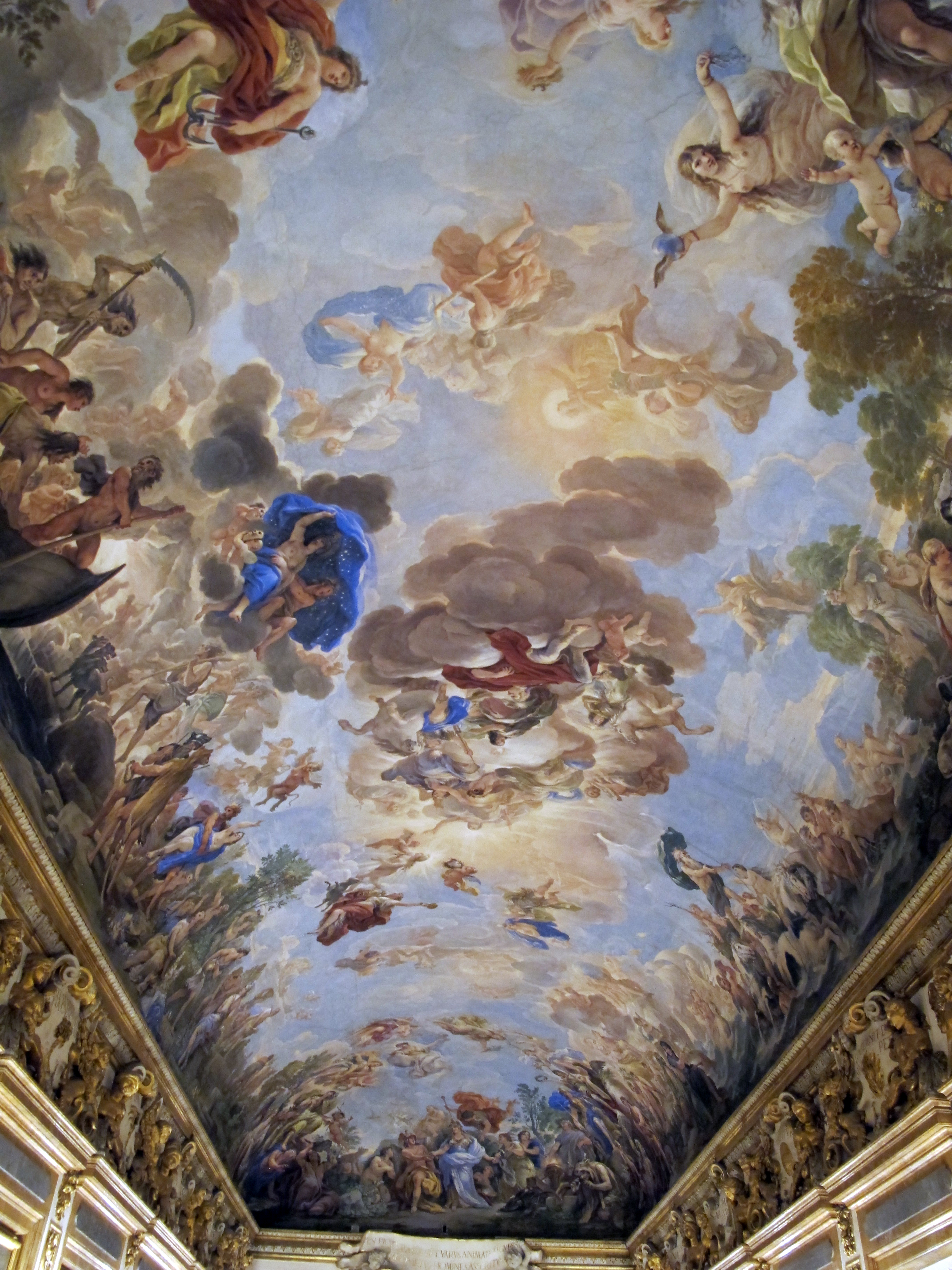
La volta della Galleria di Luca Giordano
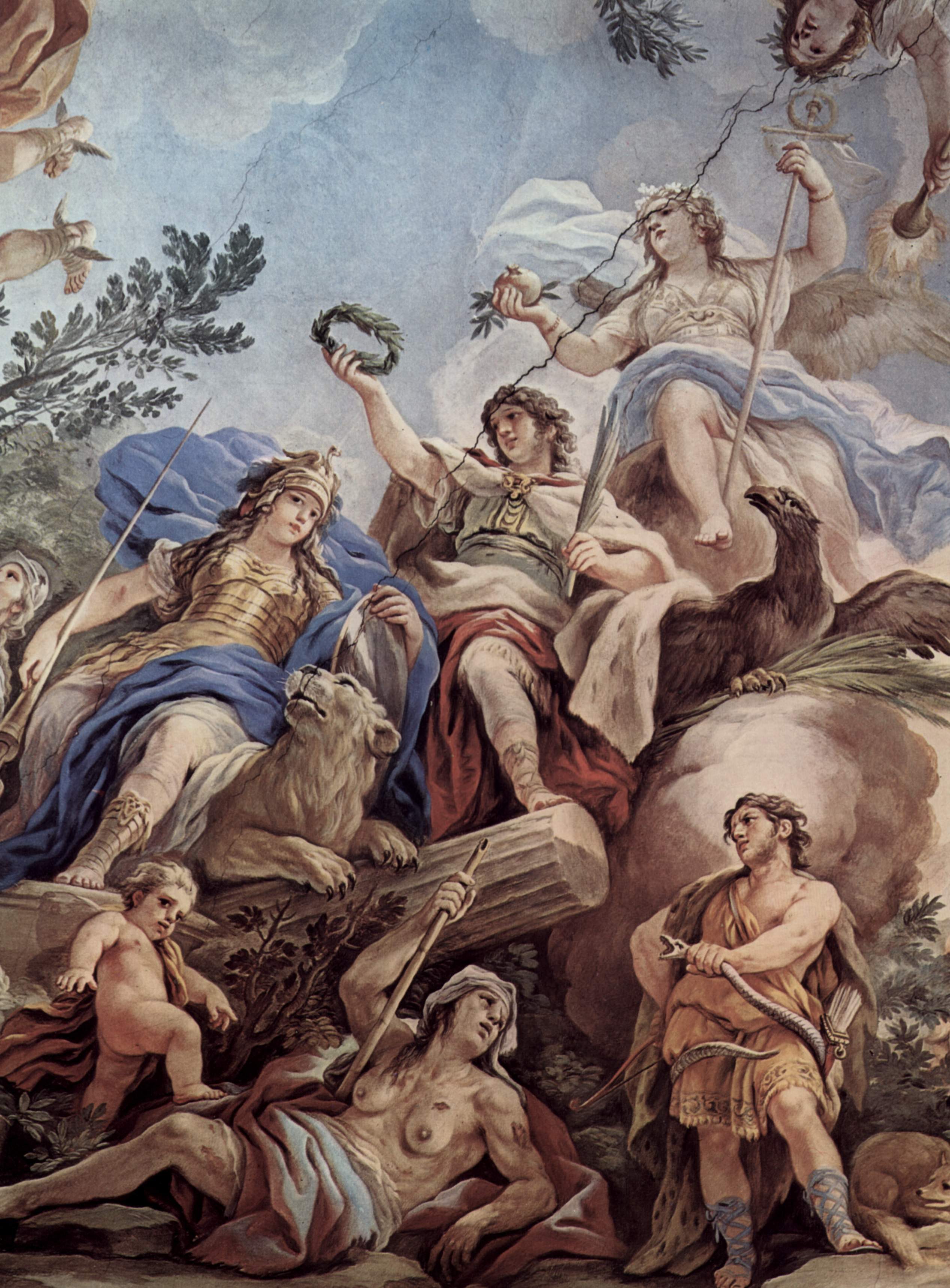
la Fortezza, di Luca Giordano, dettaglio angolo sud ovest Galleria degli Specchi
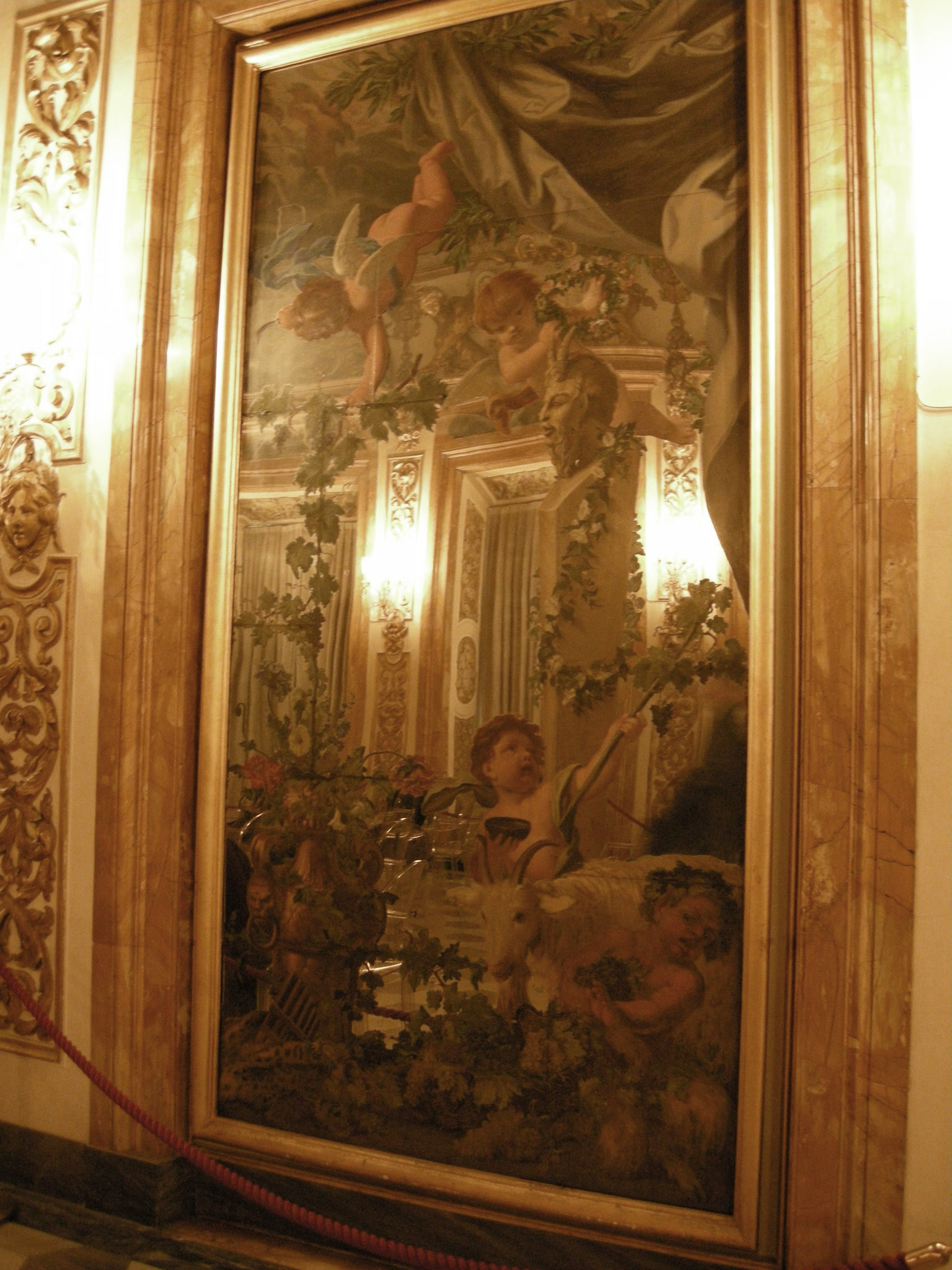
Gli specchi dipinti nella Galleria
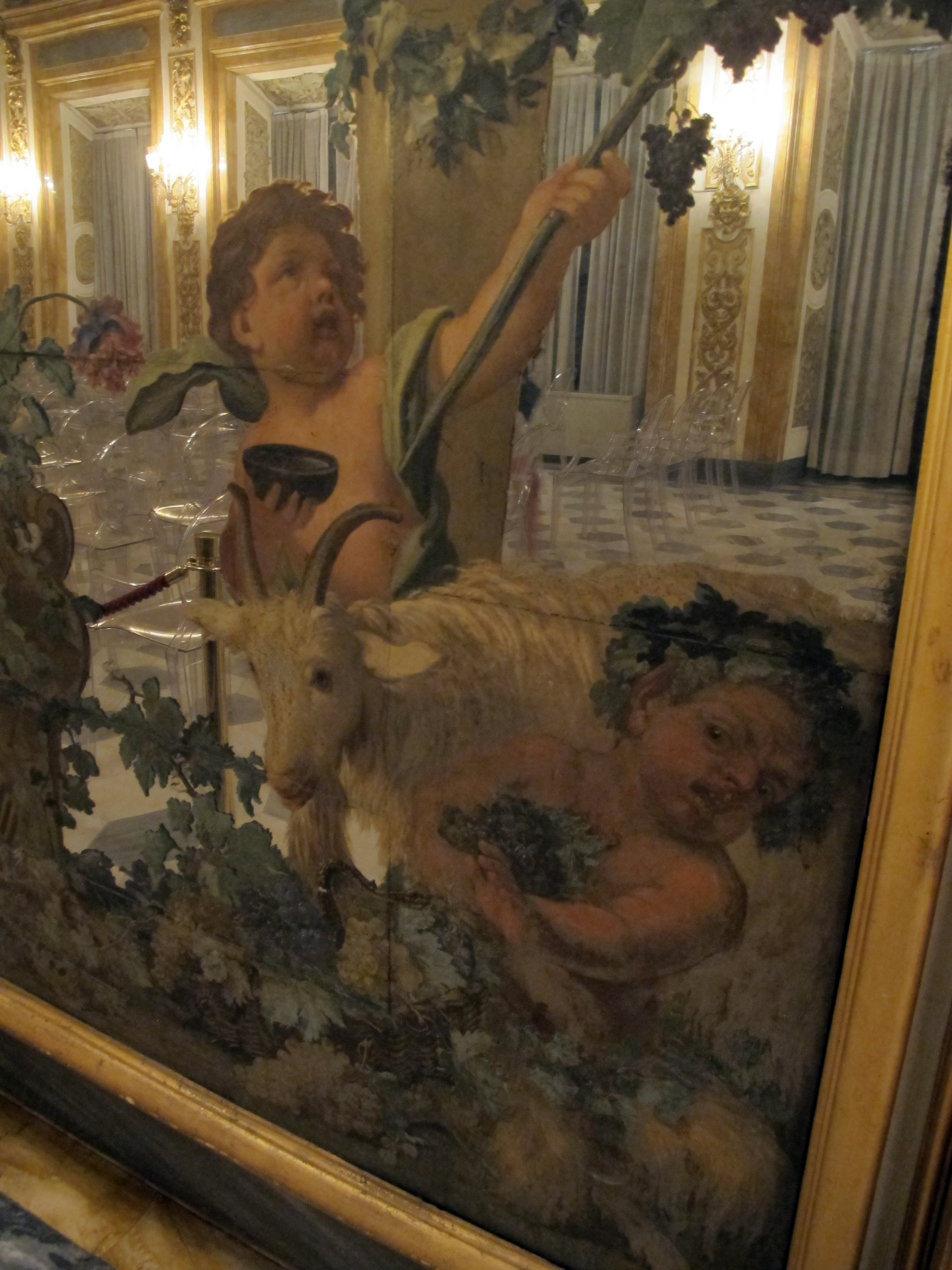
Particolare degli specchi dipinti

### XIX e XX secolo: l'amministrazione pubblica

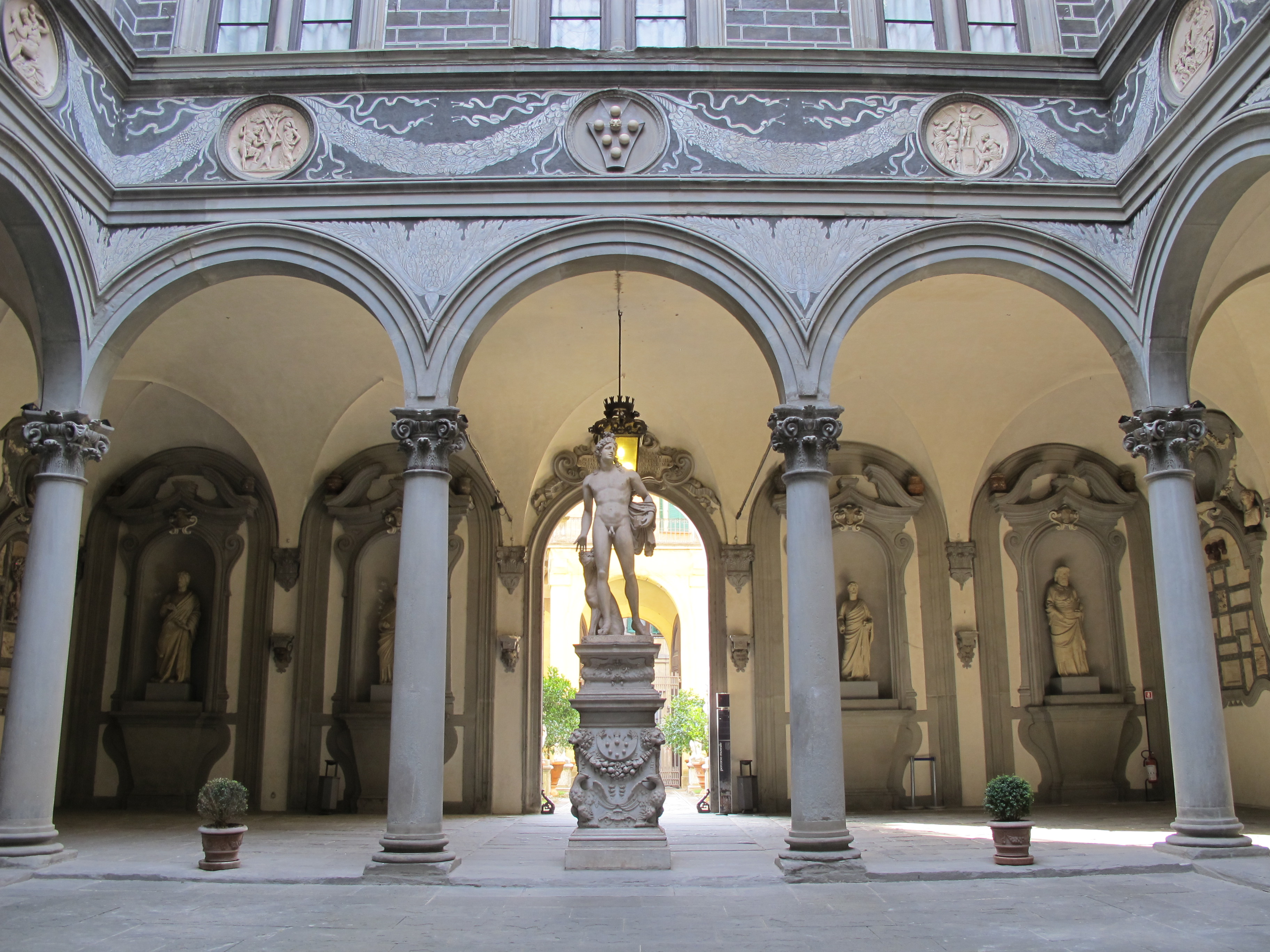
Il cortile, con al centro la statua di Baccio Bandinelli

Nel 1810 i discendenti della famiglia Riccardi erano gravati da dissesti economici sempre maggiori e, essendo il palazzo ormai troppo grande per le loro esigenze e costoso, fu venduto al governo granducale. I Lorena vi adibirono alcuni uffici amministrativi e la sede della Guardia urbana. Passò in seguito al demanio statale con l'unificazione nazionale.
Nel 1839 nacque la Biblioteca Moreniana, dal nome del canonico Domenico Moreni, che possedeva una vasta collezione libraria. Questa collezione fu salvata quasi integralmente da un impiegato dell'Accademia della Crusca, Pietro Bigazzi, che la acquistò, evitandone così la dispersione. Essa fu affiancata alla Biblioteca Riccardiana, ma ne rimase istituzionalmente distinta, tanto che oggi continua ad essere gestita dalla Provincia, mentre la Riccardiana è gestita dallo Stato.
Nel breve periodo di Firenze capitale, il palazzo ospitò il Ministero dell'interno (1865).
Nel 1874 l'edificio fu acquistato dalla Provincia di Firenze, che è tuttora proprietaria del complesso, assieme alla Prefettura. Nell'Ottocento furono eseguiti alcuni lavori di ammodernamento dell'edificio, a volte molto discutibili, come la realizzazione di una pensilina in acciaio nel giardino, dove furono sistemati gli uffici dell'Ente Telegrafico.
Dal 1911 al 1929 vi si realizzarono degli importanti lavori di restauro, per liberare l'edificio dalle sovrastrutture imposte dall'uso amministrativo dell'ultimo quarantennio. Si cercò di ricostituire, per quanto possibile, la struttura originaria, senza comunque toccare le più che decorose aggiunte del Sei-Settecento. Ad esempio, fu tolta la pensilina in acciaio e fu ricreato il giardino a struttura seicentesca, furono messe in luce alcune colonne originarie coperte da muratura e fu creato nei locali del pianterreno un museo dell'iconografia medicea, oggi non più esistente.
Un avvenimento storico importante ebbe luogo nel Palazzo l'11 agosto 1944, quando vi si insediò il Comitato Toscano di Liberazione Nazionale, dopo la liberazione di Firenze dal giogo nazifascista. Già il giorno successivo la Deputazione Provinciale, nominata dallo stesso CTLN, teneva la sua prima adunanza per il governo amministrativo della città. A memoria di quel periodo storico, oggi una piccola sezione del palazzo ha anche ospitato l'Archivio della Resistenza italiana.

### L'ex-museo mediceo e l'epoca contemporanea

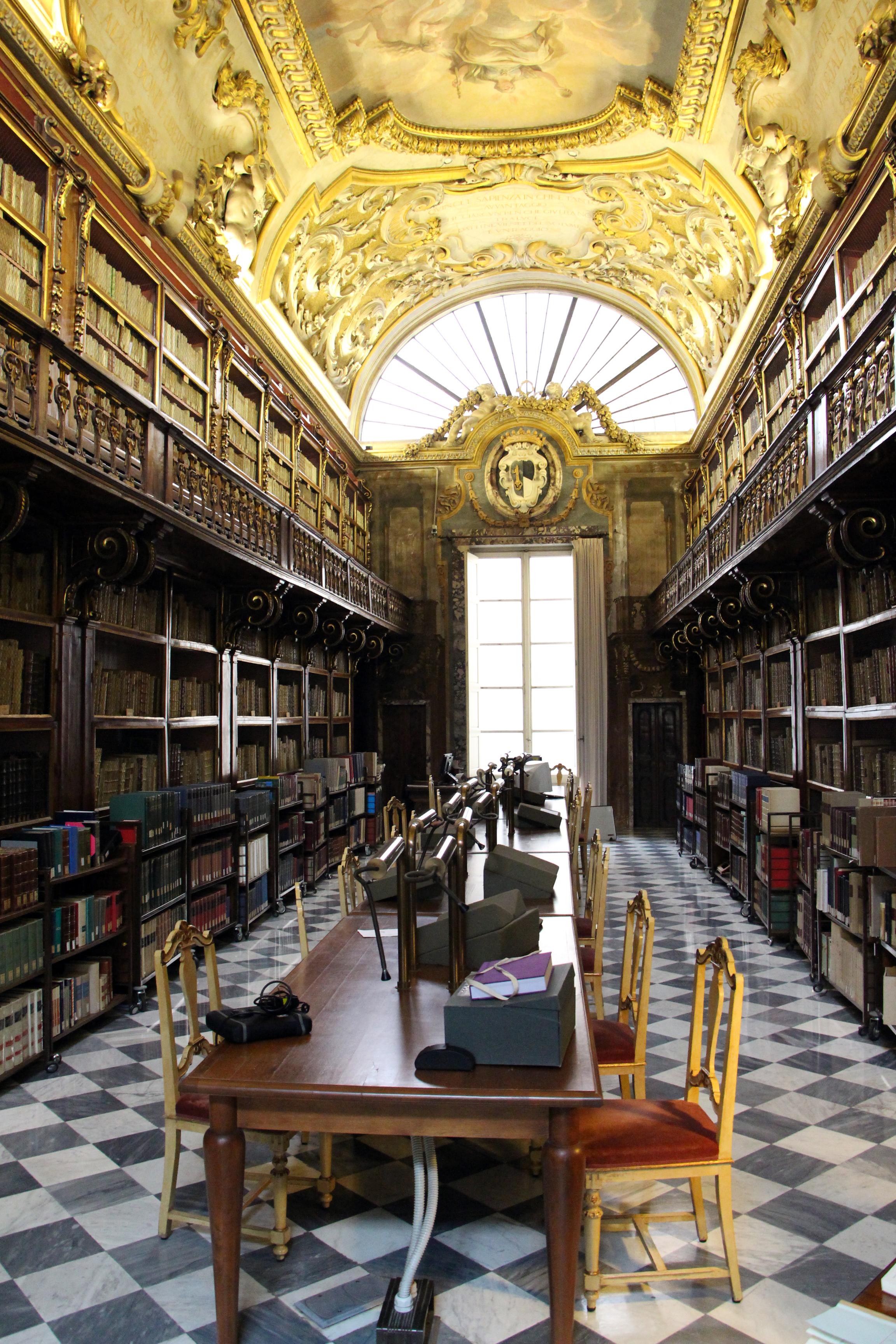
La Biblioteca Riccardiana, sala lettura

La creazione del museo in Palazzo Medici Riccardi risale al 1939, ad opera della Provincia di Firenze, con il primo Museo dell'iconografia medicea in alcune sale al pian terreno. Nato nel pieno periodo storico del fascismo, illustrava la storia dei Medici con un'impostazione piuttosto celebrativa, quasi a voler utilizzare i fasti del passato come mezzi di propaganda politica (un po' come avveniva con le rovine della Roma imperiale) e con l'esposizione di memorie, cimeli e persino reliquie dei più famosi componenti della famiglia (come la maschera funebre e i denti di Lorenzo, il vestito insanguinato di Giuliano indossato durante l'attentato che gli costò la vita, ecc.).
Fu dal palazzo Medici Riccardi appena liberato che il Comitato Toscano di Liberazione Nazionale proclamò in nome del «popolo toscano» l'insurrezione generale della Toscana contro gli occupanti tedesco-nazifascisti l'11 agosto 1944.
L'alluvione del 1966 danneggiò seriamente l'allestimento, che fu smantellato per gli indispensabili restauri, ma, al termine dei lavori, non si ritenne più necessario ripristinare il vecchio museo. In seguito, dal 1972 si destinarono quelle sale al pian terreno per esposizioni temporanee, con biglietto d'ingresso, come avviene tutt'oggi. La Cappella di Benozzo Gozzoli era visitabile, gratuitamente, solo da studiosi, mentre alcune sale monumentali erano aperte al pubblico su richiesta. I cortili venivano usati soprattutto come parcheggio per le autovetture.
Nel 1992 si decise di aprire al pubblico la Cappella dei Magi, a pagamento, con i dovuti accorgimenti per esigenze di tutela, come l'imposizione di un numero massimo di 10-15 visitatori ogni quarto d'ora.
Dal 2000 è avvenuta una riforma importante del museo: spostati l'ingresso e la biglietteria nell'ala riccardiana e chiusa l'entrata principale che porta nel Cortile di Michelozzo (con l'eliminazione dei parcheggi), è stato introdotto un biglietto unico per visitare tutto il palazzo: Cappella dei Magi, sale del primo piano, cortili, giardino ed esposizioni temporanee.
Gli uffici provinciali sono stati ridotti al minimo e il palazzo viene usato per lo più solo come sede del Consiglio provinciale (dal 2015 Consiglio metropolitano) e come abitazione del Prefetto, che vi deve risiedere stabilmente, con qualche altra stanza di rappresentanza, come la camera del Presidente della Repubblica, a lui riservata in occasioni di sue visite in città.
Sempre nel 2000 è stata realizzata un'installazione multimediale per preparare i visitatori alla visita della Cappella dei Magi con informazioni in varie lingue sugli affreschi. Alcune opere dei depositi, come le sculture e materiale lapidario antico, hanno dato origine nell'area delle cantine al di sotto del cortile a un Museo dei marmi romani. Gli ambienti interrati già stalla medicea, poi cantine riccardiane, assumono nel 2018 con il progetto della P&M Architecture una nuova e autorevole dignità coniugando l'architettura contemporanea alle testimonianze del passato.

## Descrizione
Il palazzo era ed è situato in un luogo strategico all'incrocio fra la Via Larga (l'attuale via Cavour) e via de' Gori, vicinissimo alle chiese protette dalla famiglia (San Lorenzo e San Marco) e al Duomo. Tutta la zona viene per questo chiamata "Quartiere mediceo".
Michelozzo attinse dal rigore classico di Brunelleschi per depurare ed arricchire la tradizione fiorentina di stampo gotico. La forma del palazzo originario era pressoché cubica, con un cortile centrale dal quale un portale permetteva l'accesso al giardino, circondato da alte mura.

### Facciata

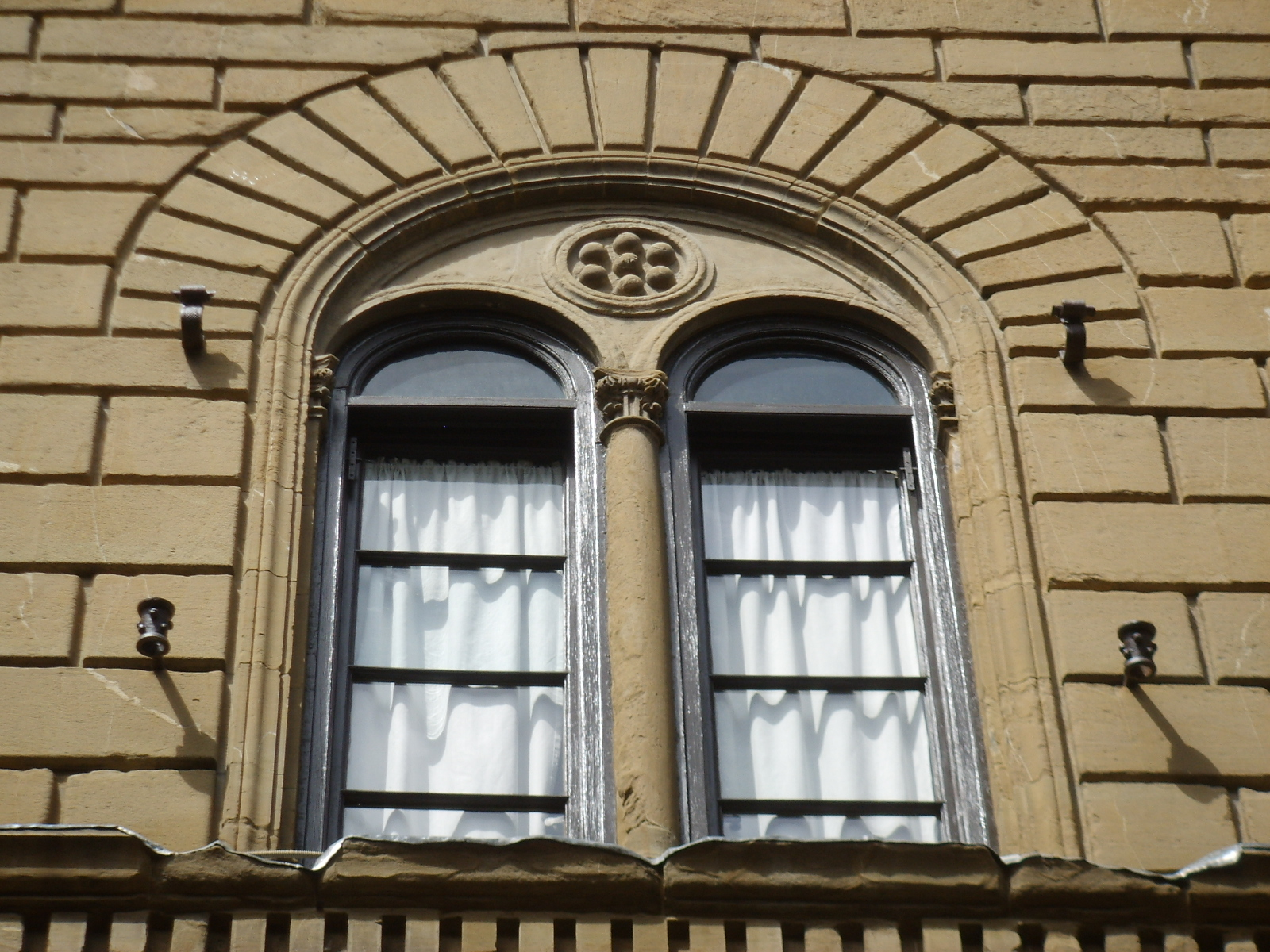
Finestra del piano nobile

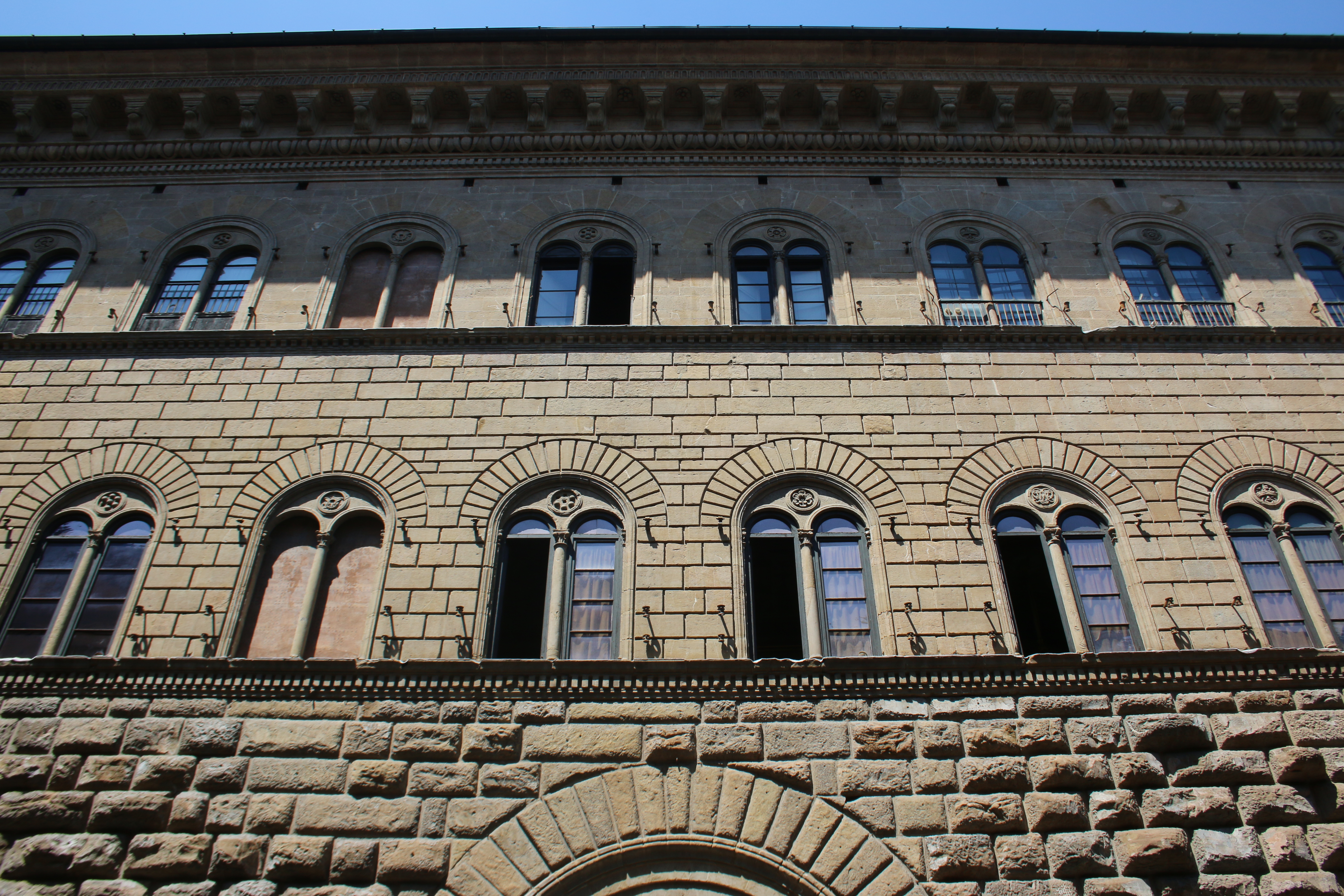

La sua facciata è un capolavoro di sobrietà ed eleganza, sebbene presenti caratteri "eccezionali" come l'uso del bugnato, che nel medioevo era riservato normalmente ai palazzi pubblici dove aveva sede un governo cittadino. L'esterno è quindi diviso in tre registri, separati da cornici marcapiano con dentelli dalla sporgenza crescente verso i piani superiori. Al contrario, il bugnato è graduato in modo da essere molto sporgente al pian terreno, più appiattito al primo piano e caratterizzato da lastre lisce e appena listate al secondo, mettendo così in rilievo l'alleggerimento dei volumi verso l'alto e sottolineando un andamento orizzontale dei volumi.
Al pian terreno esisteva un porticato d'angolo (murato nel 1517); all'ultimo piano, al posto del cornicione a mensole scolpite erano presenti dei merli che ne accentuavano il carattere militare. Lungo i lati est e sud corre una panca di via, un alto zoccolo in pietra, che serviva per ragioni pratiche e estetiche.
Le bifore scandiscono regolarmente la facciata, incorniciate da una ghiera a tutto sesto con un medaglione al centro con l'arme dei Medici e rosoncini. Le finestre sono leggermente differenziate tra piano e piano, con cornici più larghe in alto in modo da bilanciare la minore altezza del piano. L'effetto è comunque quello di dare maggior risalto al piano nobile.
Le bugne in pietraforte del piano terra, quelle più sporgenti, hanno incisi dei piccoli cerchietti e altri simboli, che venivano lasciati da cavatori e scalpellini per riconoscere l'idoneità dei massi per il progetto di un determinato edificio. In altri palazzi quattrocenteschi fiorentini si vedono altri simboli, ad esempio a palazzo Pitti, palazzo Rucellai o al palazzo dello Strozzino.

### Cortile

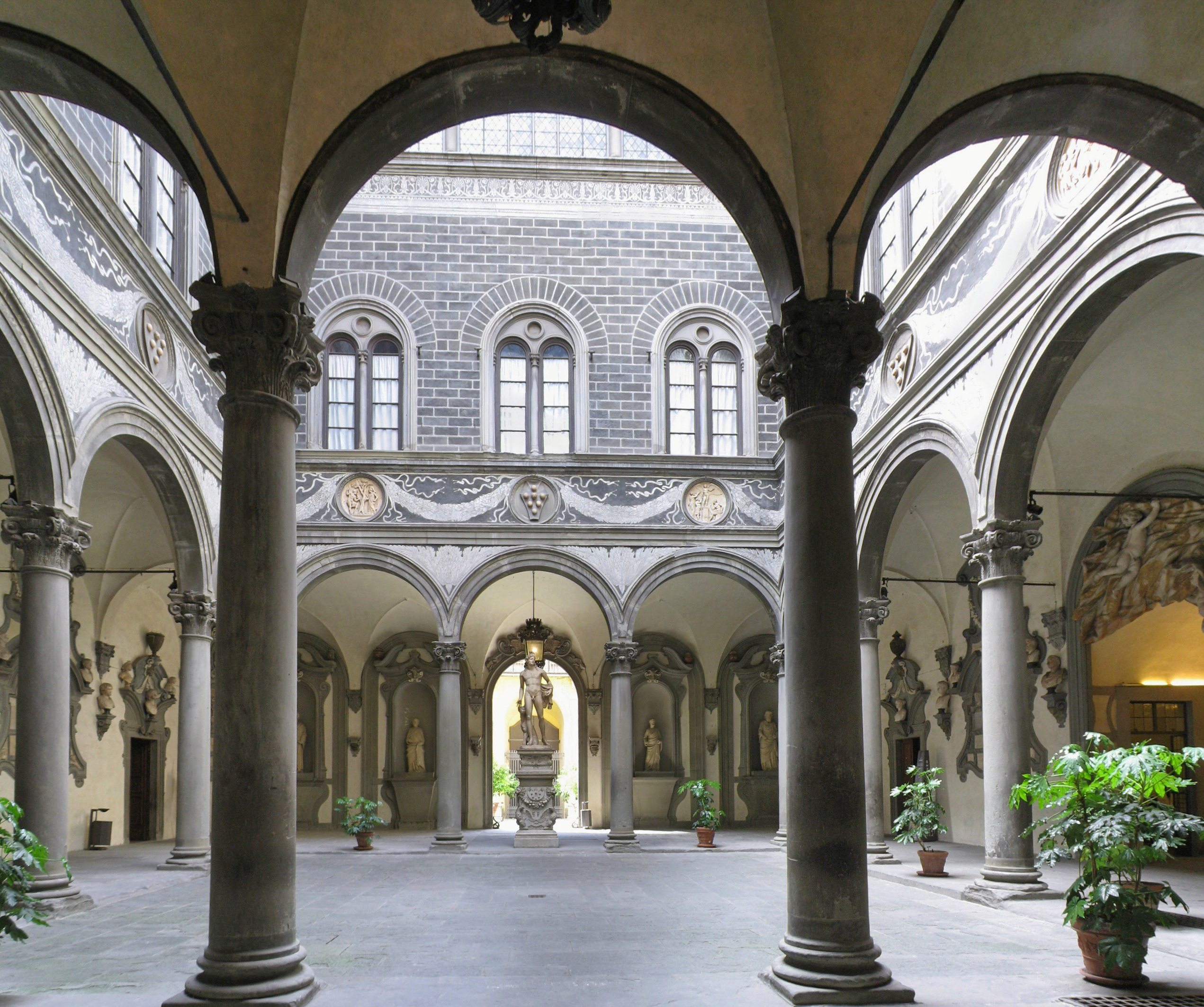
Cortile di Palazzo Medici

Un notevole studio sull'armonia e la varietà decorativa si ritrova anche nel cortile, impostato in modo da suggerire un effetto di simmetria che di fatto non esiste. Il primo registro è composto da un portico con colonne a fusto liscio e capitelli compositi ed è concluso da un alto fregio con medaglioni che contengono stemmi medicei di varia foggia e raffigurazioni mitologiche (attribuite a Bertoldo di Giovanni), raccordate da affreschi di festoni (oggi frutto di ridipinture), ad opera di Maso di Bartolomeo.
Il secondo ordine, a muratura piena, è caratterizzato dalle bifore in asse con gli archi del portico, che riprendono la foggia di quelle esterne, con in alto un fregio graffito, mentre l'ultimo registro presenta una loggia trabeata con colonnine d'ordine ionico, allineate con le linee del portico.
La decorazione, nel complesso, è tratta dal repertorio classico e composta con fantasia e secondo un gusto per la contaminazione. Un raffinato gioco prospettico si ha nelle colonne angolari, dove si ha il maggior carico strutturale, che sono leggermente più basse delle altre. Il conflitto angolare però fa sì che le finestre ai lati siano più vicine delle altre, un'irregolarità che altri architetti successivi cercheranno di risolvere diversamente.
In fondo al cortile si trova ancora, seppur ricollocato nel 1916 e non più al centro del cortile, l'Orfeo di Baccio Bandinelli, realizzato nel 1519. 

### Decorazione interna

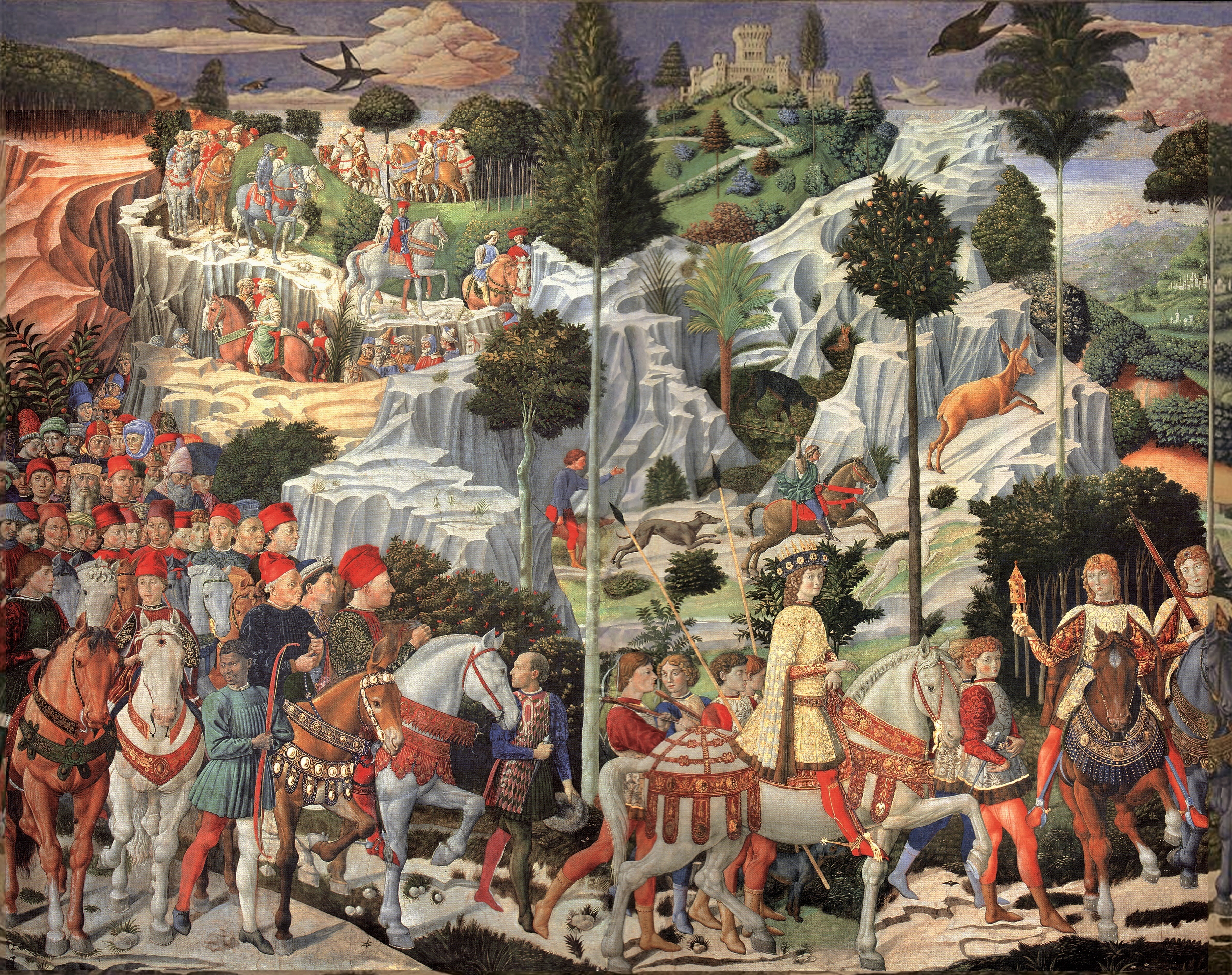
Cappella dei Magi, parete est: il corteo e guidato da Lorenzo il Magnifico, seguito da suo padre Piero e suo nonno Cosimo il Vecchio; dietro di loro il corteo di fiorentini illustri

Il palazzo è ricco di decorazioni. La cappella privata è detta Cappella dei Magi, capolavoro ad affresco del fiorentino Benozzo Gozzoli, allievo di Beato Angelico, su commissione di Piero il Gottoso che seguì direttamente la progettazione e lo sviluppo dei lavori. Questo piccolo spazio era la cappella privata di famiglia e fu realizzata nel 1459. Nelle tre pareti maggiori è raffigurata la Cavalcata dei Magi, un soggetto religioso che fa da pretesto per rappresentare tutta una serie di ritratti di famiglia e di personaggi politici del tempo venuti ufficialmente a Firenze su invito dei Medici, ritratti a celebrazione delle conquiste politiche della famiglia. Fra i personaggi raffigurati ci sono un giovane Lorenzo il Magnifico, suo padre Piero il Gottoso ed il capofamiglia Cosimo il Vecchio. Sull'altare oggi troviamo una copia di fine del Quattrocento dell'originale Natività di Filippo Lippi, oggi conservata a Berlino.

## Opere già a Palazzo Medici
- Beato Angelico e Filippo Lippi, Tondo Cook, oggi nella National Gallery di Washington
- Donatello, David, oggi nel Bargello
- Donatello, Giuditta e Oloferne, oggi a Palazzo Vecchio
- Donatello, Consegna delle chiavi, oggi nel Victoria and Albert Museum di Londra
- Donatello, Banchetto di Erode, oggi nel Musée des Beaux-Arts di Lilla
- Bottega di Donatello, Fanciullo alato, oggi nel Metropolitan Museum di New York
- Sandro Botticelli, Pallade e il centauro, oggi agli Uffizi
- Sandro Botticelli, Primavera, oggi agli Uffizi
- Filippo Lippi, Adorazione del Bambino di palazzo Medici, oggi nella Gemäldegalerie di Berlino
- Filippo Lippi, San Girolamo penitente, oggi nel Lindenau Museum di Altenburg
- Filippo Lippi, Annunciazione, oggi nella National Gallery di Londra
- Filippo Lippi, Sette Santi, oggi nella National Gallery di Londra
- Paolo Uccello, Battaglia di San Romano, tre pannelli oggi agli Uffizi, al Louvre e alla National Gallery di Londra
- Domenico Veneziano, Adorazione dei Magi, oggi nella Gemäldegalerie di Berlino

## Citazioni e omaggi

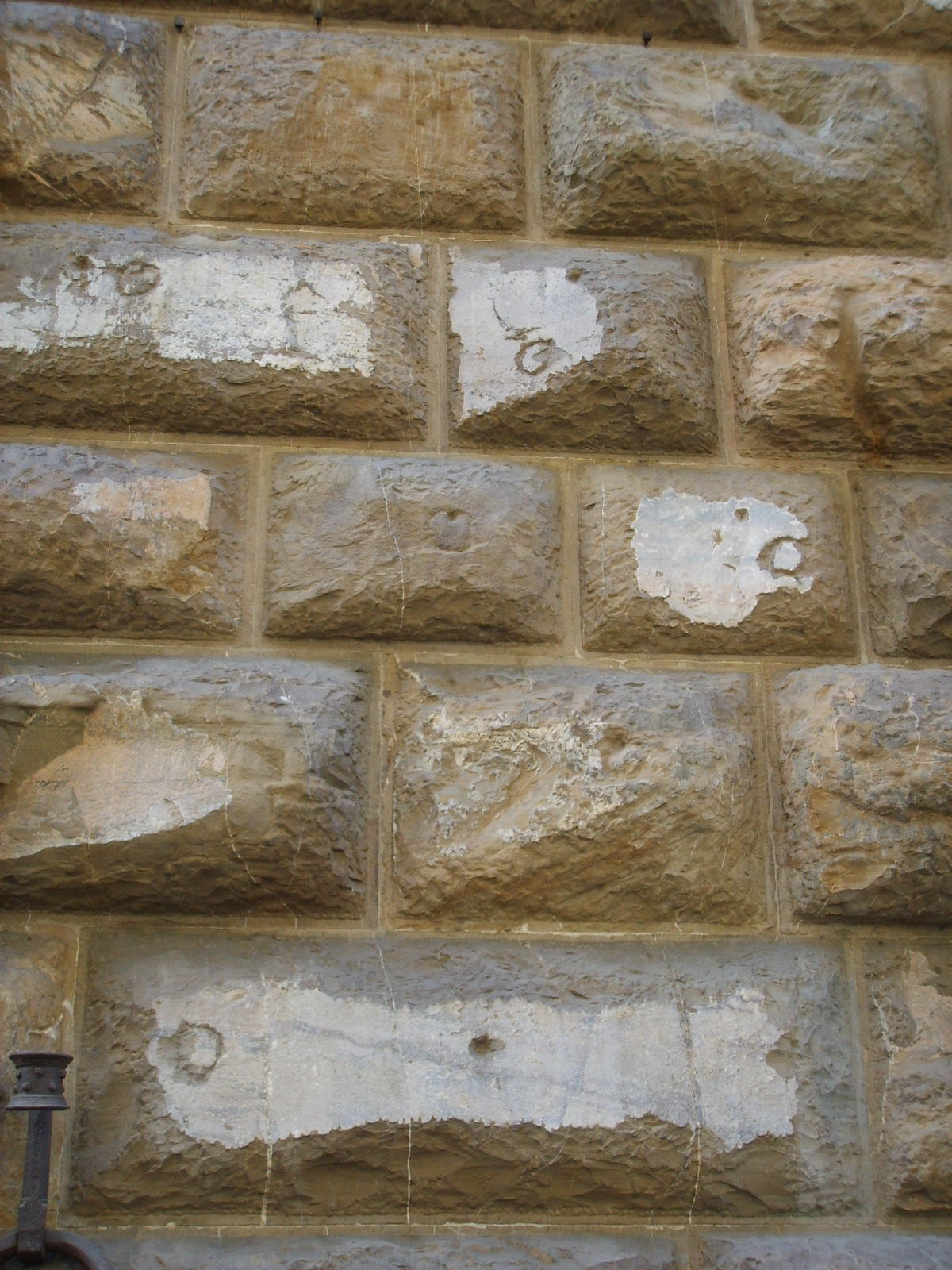
Bugnato segnato da cerchi scolpiti

- Il palazzo è stato usato come modello per un livello di Assassin's Creed II dal titolo Palazzo di Lorenzo il Magnifico.